# Tine Zwaan
Tine Zwaan (17 juni 1947) is een voormalig tennisspeelster uit Nederland. Zij was actief in het proftennis in de jaren 1970.

## Loopbaan

### Nationaal
Op de Nationale Tenniskampioenschappen van Nederland won zij in 1976 de titel in het enkelspel.
Zwaan won zes keer het kampioenschap vrouwendubbelspel:
- in 1967 met Judith Salomé,
- in 1973 en 1974 met Ada Bakker,
- in 1978 met Elly Vessies,
- in 1980 met Marcella Mesker,
- in 1982 met Astrid Suurbeek.

Samen met Nick Fleury won zij tweemaal de titel in het gemengd dubbelspel (1973 en 1976).

### Internationaal
In 1973 nam Zwaan deel aan de Virginia Slims Championships (de toenmalige internationale eindejaarskampioenschappen), zowel in het enkel- als in het dubbelspel.
In het internationale circuit bereikte Zwaan eenmaal de enkelspelfinale van een WTA-toernooi: in 1974 in Madrid – daar verloor zij van de West-Duitse Helga Masthoff. Haar beste enkelspelresultaat op de grandslamtoernooien is het bereiken van de derde ronde, op Wimbledon in 1974.
In 1978 won Zwaan de dubbelspeltitel op het WTA-toernooi van Brisbane, samen met landgenote Elly Vessies. In de finale versloegen zij de Britse Sue Barker en de Australische Wendy Gilchrist. Haar beste dubbelspelresultaat op de grandslamtoernooien is het bereiken van de tweede ronde.
In het gemengd dubbelspel bereikte zij, met landgenoot Rolf Thung aan haar zijde, de derde ronde van Wimbledon 1974. Op het tennistoernooi van Hilversum won zij tweemaal de titel in het gemengd dubbelspel: in 1973 met de Australiër Geoff Masters, en in 1974 met de Fransman Jean-Claude Barclay.
Viermaal was Zwaan lid van het Nederlandse Fed Cup-team (1973, 1975, 1976 en 1978). In 1976 bereikte zij, samen met Betty Stöve en Elly Vessies, de halve finale van de Wereldgroep – daar verloren zij van het Amerikaanse team, bestaande uit Billie Jean King en Rosie Casals.

## Palmares

### WTA-finaleplaatsen enkelspel
| nr.              | finaledatum | toernooi   | ondergrond | tegenstandster | score    |
| ---------------- | ----------- | ---------- | ---------- | -------------- | -------- |
| Gewonnen finales |             |            |            |                |          |
| Geen.            |             |            |            |                |          |
| Verloren finales |             |            |            |                |          |
| 1.               | 1974-10-13  | WTA Madrid |            | Helga Masthoff | 2-6, 4-6 |

### WTA-finaleplaatsen vrouwendubbelspel
| nr.              | finaledatum | toernooi     | ondergrond | partner      | tegenstandsters            | score    |
| ---------------- | ----------- | ------------ | ---------- | ------------ | -------------------------- | -------- |
| Gewonnen finales |             |              |            |              |                            |          |
| 1.               | 1978-11-27  | WTA Brisbane | gras       | Elly Vessies | Sue Barker Wendy Gilchrist | 7-5, 6-2 |
| Verloren finales |             |              |            |              |                            |          |
| Geen.            |             |              |            |              |                            |          |

## Prestatietabel grandslamtoernooien
| Legenda | Legenda                          |
| ------- | -------------------------------- |
| g.t.    | geen toernooi gehouden           |
| l.c.    | lagere categorie                 |
| –       | niet deelgenomen                 |
| G       | uitgeschakeld in de groepsfase   |
| 1R      | uitgeschakeld in de eerste ronde |
| 2R      | uitgeschakeld in de tweede ronde |
| 3R      | uitgeschakeld in de derde ronde  |
| 4R      | uitgeschakeld in de vierde ronde |
| KF      | uitgeschakeld in de kwartfinale  |
| HF      | uitgeschakeld in de halve finale |
| F       | de finale verloren               |
| W       | het toernooi gewonnen            |
| w-v     | winst/verlies-balans             |

### Enkelspel
| Toernooi        | 1969 |    | 1974 | 1975 | 1976 |
| --------------- | ---- | -- | ---- | ---- | ---- |
| Australian Open | –    | –  | –    | –    |      |
| Roland Garros   | –    | –  | –    | –    |      |
| Wimbledon       | 2R   | 3R | 2R   | 1R   |      |
| US Open         | –    | 2R | 2R   | 1R   |      |

### Vrouwendubbelspel
| Toernooi        | 1974 | 1975 | 1976 |
| --------------- | ---- | ---- | ---- |
| Australian Open | –    | –    | –    |
| Roland Garros   | –    | –    | –    |
| Wimbledon       | –    | 1R   | 2R   |
| US Open         | 2R   | 1R   | –    |

### Gemengd dubbelspel
| Toernooi        | 1973 | 1974 | 1975 |
| --------------- | ---- | ---- | ---- |
| Australian Open | –    | –    | –    |
| Roland Garros   | –    | –    | –    |
| Wimbledon       | 2R   | 3R   | 1R   |
| US Open         | –    | –    | –    |